# Los Pibes Chorros
Los Pibes Chorros est un groupe de cumbia villera argentin. Il est formé en 2001 par Ariel « El Traidor » Salinas. Il est considéré comme l'un des pionniers du genre et l'un des trois groupes les plus authentiquement représentatifs de ce mouvement, avec Damas Gratis et Yerba Brava et parfois comme le plus connu du genre. Le groupe adapte les éléments traditionnels de la Cumbia en y ajoutant des textes aux forts accents sociaux. Le groupe est l'auteur de sept albums.

## Biographie
Le nom du groupe s'inspire des pibes chorros, les enfants-voleurs issus des bidonvilles, qui y représentent la « figure héroïque de la cumbia des taudis », auxquels les groupes  Flor de Piedra et Damas Gratis font l'incantation au milieu de leurs chants, aux cris de Vamos lo pibes chorros. Une autre expression utilisée pour haranguer la foule est  ¡Aguanten los pibes chorros! ou  Aguanten lo pibe' chorros, le moment de voler étant un moment délicat qui éprouve l'endurance, l'une des valeurs-clés masculines défendues par la Cumbia villera.
En 2001, le groupe sort un premier album baptisé Arriba las manos, dont ils vendent 40 000 exemplaires, ce qui fait d'eux à l'époque le deuxième meilleur vendeur de leur maison de disque Magenta Discos. En 2004, en rentrant d'un concert qu'ils ont donné à Colón le groupe est victime d'un accident de la route dans lequel leur manager trouve la mort. Son fondateur, Ariel Salinas « El Traidor » quitte le groupe en 2004, pour former El traidor y los Pibes, qui reprend le même genre musical et les mêmes thèmes, en particulier celui de l'univers carcéral. Mis à l'écart après la parution de El Poder de la guadaña, il est remplacé au chant par Victor Loizati. En 2008, le groupe effectue une tournée au Chili.
En 2010, alors qu'ils doivent entamer une tournée en Espagne qui devaient les conduire notamment à Barcelone, Valence et Madrid, ils sont refoulés à l'aéroport par les autorités espagnoles,,.
De manière générale la réputation du groupe est émaillée d'une image sulfureuse, certains de leurs concerts se déroulant dans une ambiance électrique et des membres du groupe ayant eu maille à partir avec la police.

## Thèmes abordés
Ils sont communs au monde marginal de la Cumbia villera. La détention, la privation de liberté et la glorification du vol sont abordés dans la chanson titre de leur premier album, Arriba las manos (Haut les mains). Toutefois, le vol répond à un certain code d'honneur : il ne s'agit pas de voler les pauvres : 

« Nous sommes cinq amis voleurs de profession, nous ne volons pas les pauvres parce que nous ne sommes pas des rats, nous cherchons un tuyau, nous entrons dans une banque, nous sortons nos flingues, et tout le monde à terre. »

Les femmes y sont vues comme des objets ambigus, à la fois celles qui assurent la tenue morale de la famille en obligeant les hommes à aller travailler pour rapporter de l'argent, mais celles aussi qui sont capables de procurer du plaisir sexuel, faisant d'elles des figures proches de prostituées. La chanson Andrea, elle aussi tirée du premier album, n'échappe pas à cette forme de sexisme : 

« Ay, Andrea! vos si que sos ligera/ Ay, Andrea, qué astuta que sos/ Ay, Andrea! te gusta la fija/ Ay Andrea! qué astuta que sos/ Si pinta una cumbia, revoleas tus caderas/ Si pintan los tragos, vos perdés el control/ Si pintan los pibes, revoleas tu cartera/ Y si pinta la guita, nunca decís que no. »

.

## Membres
Le groupe comprend actuellement :
- Gonzalo « Pollo » Villa – claviers, chant
- Sergio « Vichu » Salinas
- Enrique « Finito » Vargas  – guitare
- Ramon « Sapo » Avila – basse
- Alejandro « Tripa » Godoy  – timbales
- Carlos « Tuca » Chiarelli – claviers
- Ricardo « Wachin » Vargas - octapad

## Discographie

### Autres
En 2005, un titre du groupe apparait sur une compilation réalisée par le musicien allemand Señor Coconut.